# 二氢羊毛甾醇
二氢羊毛甾醇（英語：Dihydrolanosterol，又叫24,25-二氢羊毛甾醇，24,25-Dihydrolanosterol，或羊毛烯醇，Lanostenol）是一种羊毛甾醇在C24-25双键加氢饱和的类固醇产物，二氢羊毛甾醇可由哺乳动物或酵母的细胞色素P450固醇-14α-去甲基化酶去甲基化生成对应产物。